# Tetrastigma funingense
Tetrastigma funingense är en vinväxtart som beskrevs av Chao Luang Li. Tetrastigma funingense ingår i släktet Tetrastigma och familjen vinväxter. Inga underarter finns listade i Catalogue of Life.